# Batalla de Saint-Matthew
La batalla de Batalla de Saint-Matthew fou l'enfrontament entre l'IRA Provisional i partidaris del lleialisme de l'Ulster el 27 de juny de 1970 dins el marc del conflicte nord-irlandès. La Brigada de Belfast liderada per Billy McKee, van acudir per defensar l'església de Saint-Matthew, a la zona catòlica de Belfast anomenada Short Strand i va desencadenar-se una batalla de violència inesperada.

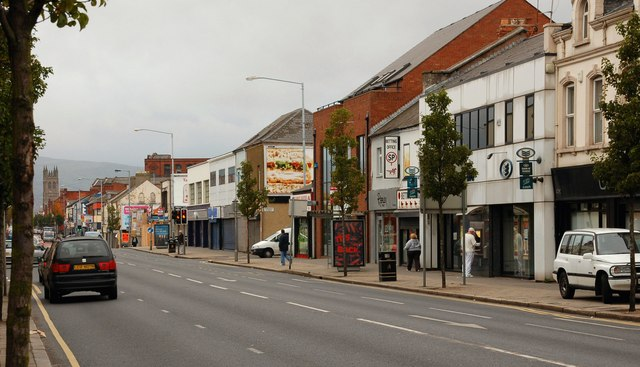
Newtownards Road, carrer on van tenir lloc els principals aldarulls

## Batalla
La batalla s'ha d'emmarcar dins un període més ampli d'agitacions, que inclouen la detenció de la socialista Bernadette Devlin McAliskey i diversos aixecaments populars. El clima de tensió entre les dues comunitats era creixent tant a Belfast com a les principals ciutats d'Irlanda del Nord.
No hi ha acord sobre quin bàndol va iniciar les hostilitats. Els catòlics argumentaren que diversos homes que tornaven d'una desfilada de l'Orde d'Orange van provar de calar foc a l'església i van sortir a defensar-la, avisant l'IRA perquè temien que incendiessin les seves llars (a l'àrea vivien uns 6000 catòlics i els protestants dels barris fronterers eren deu vegades més nombrosos). Per contra, els lleialistes afirmaren que van ser atacats després de la desfilada per sorpresa, quan van ser envoltats per una multitud hostil i que van haver de demanar reforços als veïns per protegir les cases que tocaven amb Short Strand.
Després del còctel molotov que va impactar al temple, es va organitzar un tiroteig a l'església, amb els dos bàndols prenent posicions, que va durar cinc hores a la nit del 27 de juny. L'exèrcit britànic va intentar separar els combatents però va decidir no intervenir en els primers moments per por al foc creuat nocturn i manca d'efectius suficients. Els franctiradors de l'IRA van disparar més de 800 bales fins que van fer fora els protestants de l'església, d'alta significació catòlica. Va ser una de les seves primeres accions militars organitzades i una de les més àmplies de l'època.

## Resultats
La batalla va provocar tres morts i desenes de ferits però les conseqüències més importants trigaren a materialitzar-se. Fins a 500 treballadors catòlics van ser acomiadats de les seves feines al port en represàlia i les protestes a Belfast van causar sis morts i més de dos-cents ferits addicionals. Va suposar un augment de les simpaties per l'IRA, l'augment de la violència en totes les desfilades dels orangistes en anys posteriors i el trasllat dels aldarulls als carrers de forma esporàdica però constant durant tota la dècada dels 70. La divisió entre l'IRA provisional i la branca oficial es va segellar aquella nit, ja que els provisionals proclamaren ser els únics que protegien realment la població catòlica, fet que va perllongar la lluita armada.